# Gabriel Antonio Pereira

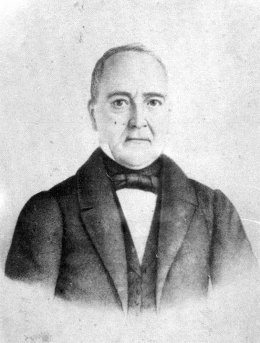
Gabriel Pereira Villagrán, vor 1840

Gabriel Antonio José Pereira Villagrán (* 17. März 1794 in Montevideo; † 14. April 1861 ebenda) war ein uruguayischer Politiker. Er war 1838 und von 1856 bis 1860 Präsident von Uruguay.